# (8692) 1992 WH
1992 دابليو إتش (ويعرف أيضًا باسم (8692) 1992 دابليو إتش وفق تسمية الكوكب الصغير) (بالإنجليزية: 1992 WH)‏ هو كويكب ضمن حزام الكويكبات؛ وترتيبه 8692 من حيث الاكتشاف.
اكتُشف هذا الجُرم الفلكي بواسطة هيروشي كانيدا في 16 نوفمبر 1992.

## وصلات خارجية
- (8692) 1992 WH في قاعدة بيانات مختبر الدفع النفاث لأجرام النظام الشمسي الصغيرة

- الاكتشاف · مخطط المدار ·  العناصر المدارية · المعلمات المادية

- (8692) 1992 WH على موقع ويكي سكاي: DSS2, SDSS, GALEX, IRAS, Hydrogen α, X-Ray, Astrophoto, Sky Map, Articles and images